# Falko Zandstra
Falko Zandstra (* 27. prosince 1971 Heerenveen, Frísko) je bývalý nizozemský rychlobruslař.
V letech 1990 a 1991 vyhrál mistrovství světa juniorů. V prvním závodě Světového poháru se představil v roce 1990, pravidelně v něm začal nastupovat až o rok později. Již jeho první sezóna mezi seniory (1991/1992) byla úspěšná: vyhrál Mistrovství Evropy, na Mistrovství světa ve víceboji vybojoval stříbro a stejný cenný kov si přivezl ze Zimních olympijských her, kde jej získal v závodě na 5000 m. Vyjma této distance tam startoval i na patnáctistovce (7. místo) a na desetikilometrové trati (10. místo). Ovládl také Světový pohár v závodech na 1500 m. V roce 1993 dosáhl dvojitého vítězství, když vyhrál jak na kontinentálním, tak na světovém vícebojařském šampionátu. V následující sezóně vybojoval bronz na Mistrovství Evropy, bronz na trati 1500 m na zimní olympiádě (zde byl dále shodně čtvrtý v závodech na 5000 m a 10 000 m) a znovu získal prvenství ve Světovém poháru v celkovém hodnocení na tratích 1500 m. Z evropském šampionátu 1995 si přivezl stříbrnou medaili, v dalším ročníku však závodní aktivitu utlumil, což přetrvalo i do dalších dvou sezón. V té následující získal svůj poslední cenný kov – bronz z Mistrovství Evropy, o rok později byl pátý. Po sezóně 1997/1998 ukončil rychlobruslařskou kariéru. Poté se krátce zkusil věnovat maratónskému bruslení, se kterým přestal v roce 1999.
V roce 1993 obdržel cenu Oscara Mathisena.